# John Whiting
John Robert Whiting (Salisbury, 15 novembre 1917 – Londra, 16 giugno 1963) è stato un attore, drammaturgo, sceneggiatore e critico teatrale britannico.

## Biografia
Dopo gli studi alla Royal Academy of Dramatic Art, Whiting cominciò a recitare nelle compagnie teatrali di repertorio a livello regionale, prima di arruolarsi nell'artiglieria del Regno Unito durante la seconda guerra mondiale. Dal 1946 al 1952 tornò a recitare come membro della compagnia di John Gielgud; all'attività recitativa affiancò quella drammaturgica e nel 1951 vinse il primo premio del Festival of Britain per la commedia Saint's Day. Continuò a scrivere per il teatro e per la televisione durante tutti gli anni cinquanta e nel 1960 gli fu commissionata dalla Royal Shakespeare Company un'opera teatrale sul caso dei diavoli di Loudun: il dramma, intitolato I diavoli, debuttò all'Aldwych Theatre di Londra nel 1961, fu successivamente portato in scena a Broadway nel 1965 e riadattato nell'omonimo film di Ken Russell. Nel 1969 Krzysztof Penderecki ne ricavò un'opera, Die Teufel von Loudun. I diavoli si rivelò essere l'ultima opera di Whiting, che morì di cancro ai testicoli nel 1963, all'età di quarantasei anni.
Whiting fu sposato con l'attrice Asthore "Jackie" Lloyd Mawson dal 1940 alla morte e la coppia ebbe due figli.

## Filmografia parziale

### Sceneggiatore
- L'ultima vendetta (The Ship That Died of Shame), regia di Basil Dearden (1952)
- Sotto coperta con il capitano (The Captain's Table), regia di Jack Lee (1959)
- Il magnifico irlandese (Young Cassidy), regia di Jack Cardiff (1965)